# Grote rupsklauwier
De grote rupsklauwier (Tephrodornis virgatus) is een zangvogel uit de familie Vangidae (vanga's). Het is een middelgrote vogel die zowel op een klauwier als een vliegenvanger lijkt. 

## Beschrijving
De grote rupsklauwier lijkt sterk op de kleine rupsklauwier. Hij is gemiddeld iets groter (17 tot 23 cm lang) en is donkergrijs van boven en lichtgrijs tot wit van onder. Rond het oog zit een bijna zwart "masker". Een witte wenkbrauwstreep zoals bij de kleine rupsklauwier ontbreekt. Hij heeft een duidelijke witte stuit maar geen witte buitenste staartpennen.

## Voorkomen en leefgebied
Deze vogel komt voor in een groot gebied van het Indische Subcontinent tot in Indochina en op de Grote Soenda-eilanden. Er zijn tien ondersoorten:
- T. v. pelvicus: van de oostelijke Himalaya tot noordelijk Myanmar.
- T. v. jugans: oostelijk Myanmar, zuidelijk China en noordelijk Thailand.
- T. v. verneyi: zuidoostelijk Myanmar, zuidwestelijk Thailand en noordelijk Malakka.
- T. v. annectens: centraal Malakka.
- T. v. fretensis: zuidelijk Malakka en noordelijk Sumatra.
- T. v. virgatus: zuidelijk Sumatra en Java.
- T. v. frenatus: Borneo.
- T. v. mekongensis: van zuidoostelijk Thailand tot zuidelijk Vietnam.
- T. v. hainanus: noordelijk Laos, noordelijk Vietnam en Hainan.
- T. v. latouchei: zuidelijk China.

Het leefgebied bestaat uit verschillende types bos, van primair regenwoud tot secondair bos en plantages in laagland en middengebergte tot op een hoogte van 1800 m boven de zeespiegel.

## Status
De grote rupsklauwier heeft een enorm groot verspreidingsgebied en daardoor alleen al is de kans op uitsterven uiterst gering. De grootte van de populatie is niet gekwantificeerd maar de soort wordt omschreven als doorgaans schaars maar plaatselijk soms algemeen. Er is geen aanleiding te veronderstellen dat de soort in aantal achteruit gaat. Om die redenen staat deze rupsklauwier als niet bedreigd op de Rode Lijst van de IUCN.